# Zombie Strippers
Zombie Strippers ist eine US-amerikanische Horrorkomödie von Jay Lee, die 2007 gedreht und 2008 veröffentlicht wurde. Die Inszenierung mischt Elemente des Erotikfilms mit Elementen des Horrorfilms, des blutigen Splatters und der Komödie. Als Darsteller in dem Genre-Mix agieren unter anderem Robert Englund und Jenna Jameson.
Die Produktion wurde erstmals am 23. Februar 2008 im Rahmen des Glasgower Filmfestivals aufgeführt, die US-Erstveröffentlichung erfolgte am 18. April 2008. In Deutschland kam der Streifen am 26. Juni des gleichen Jahres durch Sony Pictures Home Entertainment in die Videoauswertung. Die Verleihversion ist ungeschnitten mit einer SPIO/JK-Freigabe erhältlich, während die Verkaufs-DVD eine um ca. vier Minuten gekürzte Schnittversion enthält. In der gekürzten Fassung werden Szenen teils aus alternativen Blickwinkeln gezeigt.

## Handlung
Die Handlung spielt in der nahen Zukunft. Die Vereinigten Staaten werden immer noch von George W. Bush regiert, dessen vierte Amtszeit nach siegreichen Wahlen bevorsteht. Nach seinem neuerlichen Triumph lässt der US-Präsident einen Verfassungszusatz verabschieden, wonach Nacktheit in der Öffentlichkeit verboten wird. Außerdem löst Bush den Kongress auf. Die US-Truppen sind weiterhin in diversen Konfliktherden in der ganzen Welt im Einsatz, darunter in Kanada sowie im unabhängigen Alaska. Eine „Truppenknappheitskrise“ droht. Das US-Unternehmen W-Industries bietet daher gemeinsam mit dem US-Militär eine Lösung an. In einem Geheimlabor in Sartre im US-Bundesstaat Nebraska wird ein toxisches, leicht übertragbares Chemo-Virus entwickelt, das totes Gewebe reanimieren soll. Ziel der Versuche ist es, einen Super-Elitesoldaten zu erschaffen, der nach seinem Ableben furchtlos und ungehemmt weiterkämpft.
In der Einrichtung kommt es zu einem Zwischenfall, und der zuständige Wissenschaftler erbittet die Hilfe des Militärs, um die Probanden – sie mutierten zu Zombies, zu hirnlosen Monstern mit unersättlichem Appetit auf Menschenfleisch – zu eliminieren. Die lebenden Toten werden von den herbeigerufenen Marines kurzerhand liquidiert. Beim Einsatz wird ein Soldat, Byrdflough, von einem Untoten gebissen. Seine unmittelbare Verwandlung steht bevor, doch aus Furcht vor seinen schießwütigen Kameraden flüchtet der Infizierte in einen illegalen und exklusiven Strip-Club namens Rhino. Hier trifft der zwischenzeitlich Verstorbene als Wiedergänger auf die rassige Stripperin Kat, die „beste Tänzerin“ des Herrenclubs.

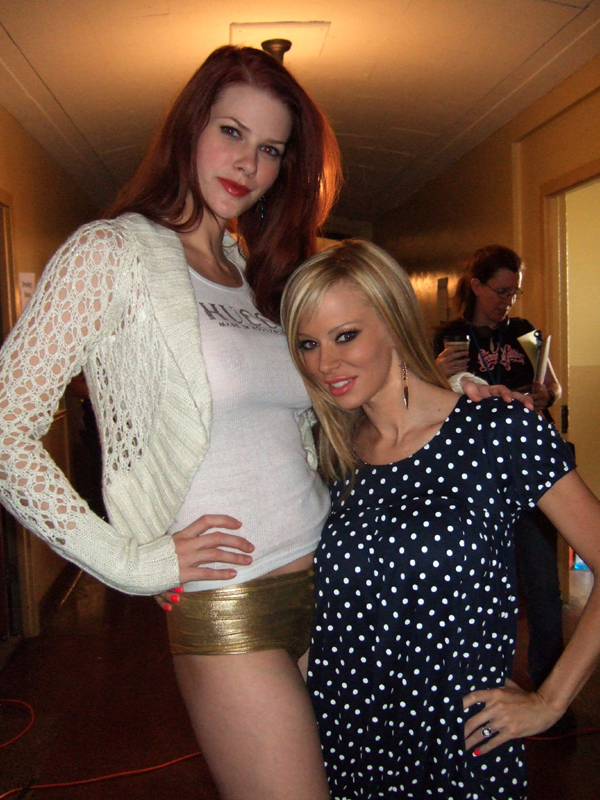
Jenna Jameson mit Penny Drake am Set von Zombie Strippers!

Byrdflough beißt die Entkleidungskünstlerin vor den Augen des exzentrischen Clubbetreibers Essko in den Hals. Dieser fürchtet den Verlust seines Publikumsstars, der von Kolleginnen gleichermaßen gehasst und beneidet wird. Da das Virus auf den weiblichen Chromosomensatz anders reagiert, wird die Verstorbene, nun mit übermenschlichen Kräften ausgestattet, nicht zu einem hirnlosen Wesen, sondern zu einer Superstripperin – jener Zombie-Stripperin. Diese tanzt tot und blutüberströmt um die Gunst der geifernden Zuschauer und avanciert zur Show-Attraktion des Clubs, zu einer Art Sexbombe. Der tüchtige Essko wittert ein Riesengeschäft, auch wenn die untote Kat nach jeder Darbietung einen Zuschauer verstümmelt und infiziert. Mit Hilfe des Club-Personals und einer alternden Diva hält Essko Kats zombifizierte Hinterlassenschaft im Keller des Gebäudes gefangen.
Der durchschlagende Erfolg der Zombie-Stripperin bleibt allerdings nicht folgenlos. Kats Kolleginnen sind nicht mehr gefragt, so dass immer mehr Stripperinnen, getrieben von Neid und Missgunst, sich dazu entschließen sich ebenfalls in lebende Tote zu verwandeln. Bald boomt das Geschäft und immer mehr Stripperinnen und Gäste werden Opfer des allgemeinen Blutdurstes; im Keller häufen sich derweil die Scharen männlicher, hirnloser Zombies. Die Situation eskaliert. Die gefangenen Kreaturen befreien sich aus ihrem Gewahrsam und marschieren in den gut besuchten Nachtclub, wo sie über die zahlenden Gäste herfallen. Zeitgleich liefern sich Kat und ihre ebenfalls infizierte Rivalin Jeannie Tanzduelle auf der Showbühne. Inmitten dieser absurden Situation stürmt die bewaffnete Eingreiftruppe die schäbige Szenerie. Sämtliche Zombies werden ausgeschaltet, der infizierte Essko wird gefangen genommen.
Am Ende des Films informiert der zuständige Wissenschaftler die erstaunten Marines über die wirklichen Ziele der Bush-Regierung, nämlich mit der inszenierten Zombie-Seuche die katastrophale Wirtschaftskrise zu verschleiern.

## Kritiken
Die Filmzeitschrift Blickpunkt:Film schrieb, die Inszenierung sei ein gutgelaunter „Splattertrash-Sexklamauk mit Freddy Krueger als Hahn im Korb.“
Die Filmzeitschrift VideoWoche schrieb, der Film sei eine „nette Entschuldigung“, in der appetitlich ausstaffierte Silikonhasen beim rhythmischen Entkleiden dargestellt würden, obgleich der „Low-Budget-Horrorsexfilm und Zombiefilmwellenreiter“ mit reichhaltigen, „sehr professionellen Splattereffekten“ aufwarte.